# Rond de Saint-Vincent
La Rond de Saint-Vincent è una danza bretone ballata nei fest-noz in tutta Europa.
È originaria di Saint-Vincent-sur-Oust nel dipartimento del Morbihan. 
Tipicamente è una danza che si balla sul canto a risposta (solista più coro) anche se oggi molti gruppi la propongono strumentale.

## Descrizione
Si danza in piccoli cerchi tenendosi per i mignoli, rivolti verso il centro del cerchio. È una danza piuttosto energica.
Si procede in senso orario e il cerchio si restringe (tempi 1 e 2) e si allarga (tempi 3 e 4) leggermente durante ogni ciclo di danza. 

### Movimento delle gambe
- la gamba sinistra apre a sinistra
- la gamba destra incrocia davanti al sinistro e ci si porta un po' avanti
- la gamba sinistra allarga rimanendo in linea con l'altra
- la gamba destra poggia dietro.

### Movimento delle braccia
Le braccia sono tenute abbastanza rigide e si muovono ben scandite  sul ritmo della musica secondo questa sequenza:
- le braccia si alzano, abbastanza rigide a metà altezza davanti al corpo
- le braccia vengono tese in avanti
- le braccia si ripiegano verso se stessi, le mani all'altezza delle spalle
- le braccia di abbassano lungo il corpo.